# Такфлікс
Takflix (укр. Такфлікс; стилізовано TAKFLIX) — онлайн-платформа, що працює за принципом «відео на запит», де можна легально дивитися українські фільми. Назва платформи є «алюзією на американський стримінговий сервіс Netflix». Платформа була заснована режисеркою і продюсеркою Надією Парфан, та розпочала свою роботу у тестовому режимі 31 грудня 2019 року. На платформі доступні як повно-, так і короткометражні фільми. «Такфлікс» також презентує тимчасові проєкти, створені у колаборації з іншими організаціями, пристосовані до певних подій. Половину прибутку від продажу квитків отримують режисери та творці фільмів, розміщених на платформі. В майбутньому планується окремий розділ для краудфандингових кампаній на підтримку кіновиробництва.
Надія Парфан створила платформу після завершення кінотеатрального прокату її фільму «Співає Івано-Франківськтеплокомуненерго». Як вона відзначає, в Україні дуже мало кінотеатрів, які показують авторське кіно. Зазвичай, авторські стрічки мають обмежений час прокату, під їх показ виділяють малі зали. Тому усі охочі не встигають переглянути авторське українське кіно. Саме тому, Надія Парфан вирішила створити платформу, де українські фільми були б доступні для аудиторії після кінотеатрального прокату.
За словами засновниці платформи, Надії Парфан, вона є її основною співробітницею. Окрім неї над проєктом працює кілька людей на неповну ставку — SMM-менеджерка і таргетолог. У режимі фрилансу працює розробник, вебдизайнер і проєктна менеджерка.
Станом на січень 2021 року на платформі зареєстровано понад 20 000 користувачів з України та з-за кордону. Після України, найбільше дивляться «Такфлікс» у США, Польщі, Німеччині та Великій Британії. Найбільша кількість переглядів за містом припадає на Київ, Львів, Лондон, Івано-Франківськ та Берлін.

## Фільми

### Повнометражні фільми
Серед доступних повнометражних фільмів на платформі є/були:
- 2020. Безлюдна країна (реж. Корній Грицюк, 2018)
- Співає Івано-Франківськтеплокомуненерго (реж. Надія Парфан, 2019)
- Фільм-концерт Розділові Наживо за участі Сергія Жадана (реж. Вадим Ільков, 2019)
- Чорнобильські бабусі (en. The Babushkas of Chernobyl, реж. Голлі Морріс[en] та Енн Боґарт, 2015)
- Заповідник Асканія (реж. Андрій Литвиненко, 2019)
- Какофонія Донбасу (реж. Ігор Мінаєв, 2018)
- Брати. Остання сповідь (реж. Вікторія Трофіменко, 2013)
- Черкаси (реж. Тимур Ященко, 2019)

Зокрема, серед повнометражних фільмів були представлені фільми течії українського поетичного кіно:
- Тіні забутих предків (реж. Сергій Параджанов, 1964)
- Анничка (реж. Борис Івченко, 1968)
- Білий птах з чорною ознакою (реж. Юрій Іллєнко, 1971)
- Вавилон XX (реж. Іван Миколайчук, 1979)
- Камінний хрест (реж. Леонід Осика, 1968)
- Пропала грамота (реж. Борис Івченко, 1972)
- Захар Беркут (реж. Леонід Осика, 1971)

### Короткометражні фільми
Серед доступних короткометражних фільмів (TAK Shorts) на платформі є/були:
- Петрівка-реквієм (реж. Катерина Возниця, 2018)
- У нашій синагозі (реж. Іван Орленко, 2018)
- Діорама (реж. Зоя Лактіонова, 2018)
- Дорослий (реж. Жанна Озірна, 2019)
- Ма (реж. Марія Стоянова, 2017)
- Штангіст (реж. Дмитро Сухолиткий-Собчук, 2018)
- Цвях (реж. Філіп Сотниченко, 2016)
- В радості, і тільки в радості (реж. Марина Рощина, 2018)
- Голубівники Києва (реж. Михайло Волков, 2023) — перший проєкт власного виробництва Takflix
- Це побачення (реж. Надія Парфан, 2023) — власне виробництво Takflix[8]
- Капітан Бровари (реж. Едуард Нечмоглод, 2023)

## Проєкти

### OIFF Flashback
«Такфлікс» спільно з Одеським міжнародним кінофестивалем запустили спецпроєкт OIFF Flashback. У межах проєкту українські інтернет-глядачі мали можливість переглянути фільми, які в різні часи перемагали та брали участь у Міжнародній конкурсній програмі ОМКФ.
Проєкт тривав три місяці з 15 травня до 15 серпня 2020.

### Coming out of isolation 2.0
Спільний проєкт COMING OUT OF ISOLATION 2.0 був створений у співпраці KyivPride, артфонду «Ізоляція» та «Такфлікс» з метою подолання дискримінації, ксенофобії та упередженого ставлення до представників ЛГБТ+ спільноти в Україні. Він покликаний неупереджено та критично говорити про різні, в тому числі й небінарні, гендерні ідентичності, сприяти видимості ЛГБТ+ людей, та сприяти їхньому повноцінному та рівноправному включенню у суспільне життя за допомогою сучасного мистецтва.
Проєкт тривав до 25 жовтня 2020.

### XV Дні польського кіно
2020 року з огляду на епідеміологічні обмеження фестиваль «Дні польського кіно» відбувся у співпраці з «Такфлікс», де були представлені п'ять різножанрових повнометражних польських фільмів.
Проєкт тривав з 16 до 25 жовтня 2020.